# 2400 Fulton Street
Albums de Jefferson Airplane
Flight Log
(1977) Jefferson Airplane
(1989)
2400 Fulton Street est une compilation de Jefferson Airplane sortie en 1987.

## Liste des titres

### Disque 1
- Beginnings

1. It's No Secret (Balin) – 2:39
2. Come up the Years (Balin, Kantner)
3. My Best Friend (Spence) – 3:02
4. Somebody to Love (D. Slick) – 2:59
5. Comin' Back to Me (Balin) – 5:22
6. Embryonic Journey (Kaukonen) – 1:54
7. She Has Funny Cars (Kaukonen, Balin) – 3:10
8. Let's Get Together (Powers) – 3:36
9. Blues from an Airplane (Balin, Spence) – 2:03
10. J.P.P. McStep B. Blues (Spence) – 2:47

- Psychedelia

1. Plastic Fantastic Lover (Balin) – 2:37
2. Wild Tyme (H) (Kantner) – 3:08
3. The Ballad of You and Me and Pooneil (Kantner) – 4:36
4. A Small Package of Value Will Come to You, Shortly (Dryden, Blackman, Thompson) – 1:32
5. White Rabbit (Slick) – 2:34
6. Won't You Try/Saturday Afternoon (Kantner) – 5:04
7. Lather (Slick) – 2:58
8. Fat Angel (Donovan) – 7:39
9. The Last Wall of the Castle (Kaukonen) – 2:44
10. Greasy Heart (Slick) – 3:24

### Disque 2
- Revolution

1. We Can Be Together (Kantner) – 5:50
2. Crown of Creation (Kantner) – 2:54
3. Mexico (Slick) – 1:52
4. Wooden Ships (Crosby, Kantner, Stills) – 6:23
5. reJoyce (Slick) – 4:02
6. Volunteers (live) (Balin, Kantner) – 3:05
7. Have You Seen the Saucers? (Kantner) – 3:40
8. Eat Starch Mom (Kaukonen, Slick) – 4:34

- Airplane Parts

1. Pretty as You Feel (Casady, Covington, Kaukonen) – 4:30
2. Martha (Kantner) – 3:26
3. Today (Balin, Kantner) – 3:01
4. Triad (Crosby) – 4:56
5. Third Week in the Chelsea (Kaukonen) – 4:35
6. Good Shepherd (trad., arr. Kaukonen) – 4:26
7. Eskimo Blue Day (Slick, Kantner) – 6:29
8. The Levi Commercials – 1:44